# Lijst van predikanten

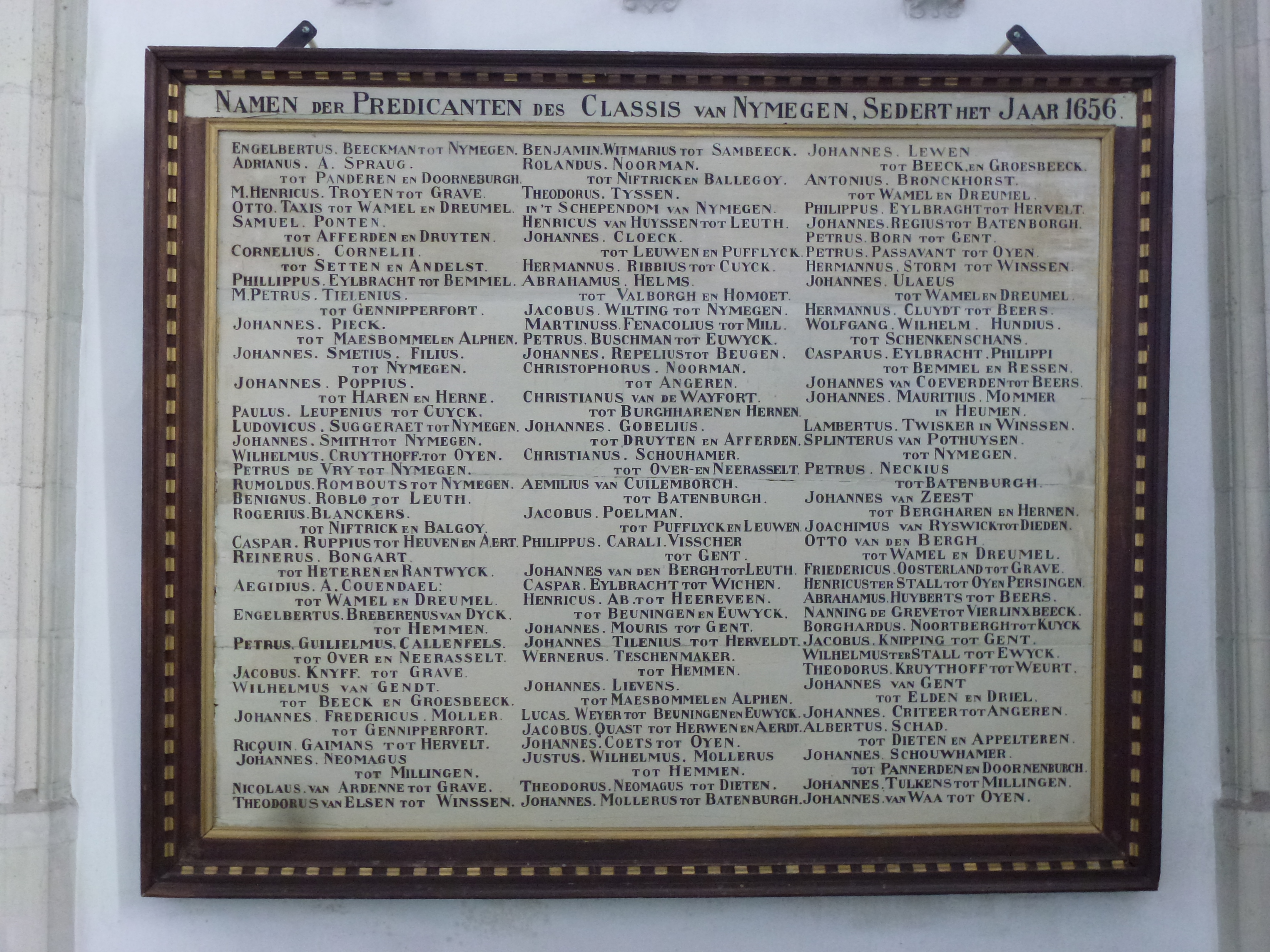
Grote of Sint-Stevenskerk, lijsten van predikanten

Dit is een lijst van predikanten. Over het algemeen gaat het over meer bekende predikanten waarover een artikel op de Nederlandstalige Wikipedia bestaat. Voor predikanten uit Nederland, zie categorie:Nederlands predikant.

## A
- Hette Abma
- Marcus Jan Adriani
- Menso Alting
- Samuel Ampzing
- Christa Anbeek
- Jacobus Arminius
- Cornelis Augustijn
- Wilbert Vere Awdry

## B
- Willem Barnard
- Karl Barth
- Herman Bavinck
- Johan Herman Bavinck
- Nicolaas Beets
- Balthasar Bekker
- Henk Binnendijk
- Peronne Boddaert
- Gerrit Cornelis Berkouwer
- Willem Boekhoudt
- Gijs Boer
- Allan Boesak
- Kjell Magne Bondevik
- Dietrich Bonhoeffer
- William Booth
- Orlando Bottenbley
- Hans Bouma
- Gerard Brandt
- Kick Bras
- Guido de Brès
- Jakob van Bruggen
- Solomon Burke
- Rudy Budiman
- John Bunyan
- Frans Burman
- Johannes Jacob Buskes jr.

## C
- Johannes Calvijn
- Jacobus Capitein
- Daniël Chantepie de la Saussaye
- Hendrik de Cock

## D
- Steve van Deventer
- Ferdinand Domela Nieuwenhuis
- Willem Doorn
- Tommy Douglas
- Jochem Douma

## E
- Jonathan Edwards
- Pieter Endedijk
- Hans Eschbach

## F
- Jerry Falwell
- Rob Favier
- Johannes Elias Feisser
- Gerrit de Fijter
- Robert Finlay

## G
- Johannes Geelkerken
- Petrus Augustus de Génestet
- Paul Gerhardt
- M.G. Gerritsen
- Franciscus Gomarus
- Billy Graham
- Saekle Greijdanus
- Nicky Gumbel
- Johannes Hermanus Gunning jr.
- Johannes Hermanus Gunning (J. Hzn)

## H
- Bernard ter Haar
- Barend ter Haar
- Pontiaan van Hattem
- Francois Haverschmidt
- Gerrit Jan Heering
- Otto Gerhard Heldring
- Klaas Hendrikse
- Johann Gottfried von Herder
- Petrus Hofstede de Groot
- Benne Holwerda
- Mike Huckabee
- Tjeerd Hylkema

## I
- Edward Irving

## J
- Jesse Jackson
- Okke Jager

## K
- Jaap Kamphuis
- Jan Jakob Lodewijk ten Kate
- Johan Polyander van Kerckhoven
- Gerrit Hendrik Kersten
- Wilkin van de Kamp
- Martin Luther King
- Hermann Friedrich Kohlbrugge
- Harry Kuitert
- Abraham Kuyper

## L
- Jean de Labadie
- Tim LaHaye
- Lambertus Gerardus Cornelis Ledeboer
- Arie Frederik Nelis Lekkerkerker
- Jan de Liefde
- Helperus Ritzema van Lier
- Carel ter Linden
- Nico ter Linden
- Martyn Lloyd-Jones
- Maarten Luther

## M
- Daniël François Malan
- Thomas Malthus
- Catrinus Mak
- J.F. Martinet
- Johannes Martinet Kuipers
- Anne van der Meiden
- Tom Mikkers
- Kornelis Heiko Miskotte
- Dwight L. Moody
- Jonathan Motzfeldt
- Kaj Munk
- Andrew Murray

## N
- Beyers Naudé
- Philipp Nicolai
- Reinhold Niebuhr
- Martin Niemöller
- Oepke Noordmans

## O
- Caspar Olevianus
- Pieter Oussoren
- Willem Ouweneel

## P
- Ian Paisley
- David Pawson
- Fred Phelps
- Johan Picardt
- Allard Pierson
- Hendrik Pierson
- Arjan Plaisier
- Bas Plaisier
- Petrus Plancius
- Johannes van der Poel
- Rudy Polanen
- Wilfried de Pree

## R
- Lodewijk Willem Ernst Rauwenhoff
- Efraín Ríos Montt
- Jacobus Revius
- Herman Ridderbos
- Albertus Risaeus
- Evan Roberts
- Pat Robertson
- Gerard Theodoor Rothuizen
- Arnold van Ruler

## S
- Ype Schaaf
- Robert H. Schuller
- Klaas Schilder
- Gerrit Schipaanboord
- Marie Louis Willem Schoch
- Berend Schoep
- William Seymour
- Frits Slomp (alias Frits de Zwerver)
- Bernardus Smytegelt
- Everhard Spelberg
- Charles Spurgeon
- Koos Staat
- Popke Stegenga Azn.
- John Stott
- Jean-Jacques Suurmond

## T
- Syb Talma
- Zoltán Tildy
- Sicco Tjaden
- Tjitze Tjepkema
- László Tőkés
- Gerrit Toornvliet
- André Troost

## U
- Siebold Ulfers

## V
- Barbara M. Veenman
- Arie van der Veer
- Jan Hendrik Velema
- Adrianus van Veldhuizen
- Gijsbert van Veldhuizen
- Arie Vergunst
- Johannes Verkuyl
- Tom Viezee
- Hans Visser
- Henny Visser
- Gisbertus Voetius
- Henk Vreekamp
- Sytze de Vries

## W
- Rick Warren
- John Wesley
- Nicolaas Westendorp
- Nicolaas Westendorp Boerma
- George Whitefield
- David Wilkerson
- Anthony Winkler Prins
- Gerard Wisse
- Jan Wit
- Adam Simon van der Woude
- Jeremiah Wright
- Geert Aeilco Wumkes
- Richard Wurmbrand

## Y
- Annaeus Ypeij

## Z
- Harry Zeldenrust
- Anne Zernike
- Jaap Zijlstra
- Nanne Zwiep
- Ulrich Zwingli